# Nancras
Nancras là một xã trong tỉnh Charente-Maritime trong vùng Nouvelle-Aquitaine tây nam nước Pháp. Xã này nằm ở khu vực có độ cao từ 22-39 mét trên mực nước biển. Dân số thời điểm 2006 là 548 người.
Thị trấn Nancras nằm ở phần tây nam của tỉnh Charente-Maritime, trong khu vực tỉnh cũ Saintonge.
Thị trấn có diện tích 306 héc ta, nằm trên một cao nguyên, một phần khu vực này là đá si líc, đặc biệt là ở phía đông và phía nam và phía đông.
Trong thời kỳ Trung cổ, khu vực này có rừng rậm bao phủ với tên gọi rừng Baconnais. Ngày nay, chỉ còn lại rừng ở một số khu vực. Phần lớn diện tích ở đây được sử dụng làm đất nông nghiệp với các nông sản như ngô, chăn nuôi gia súc.

## Biến động dân số
| 1793 | 1800 | 1806 | 1821 | 1831 | 1836 | 1841 | 1846 | 1851 |
| ---- | ---- | ---- | ---- | ---- | ---- | ---- | ---- | ---- |
| 305  | 268  | 241  | 308  | 380  | 375  | 431  | 456  | 429  |

| 1856 | 1861 | 1866 | 1872 | 1876 | 1881 | 1886 | 1891 | 1896 |
| ---- | ---- | ---- | ---- | ---- | ---- | ---- | ---- | ---- |
| 420  | 458  | 477  | 541  | 521  | 458  | 439  | 439  | 461  |

| 1901 | 1906 | 1911 | 1921 | 1926 | 1931 | 1936 | 1946 | 1954 |
| ---- | ---- | ---- | ---- | ---- | ---- | ---- | ---- | ---- |
| 482  | 492  | 484  | 363  | 376  | 354  | 330  | 360  | 293  |

| 1962                                         | 1968 | 1975 | 1982 | 1990 | 1999 | 2006 | - | - |
| -------------------------------------------- | ---- | ---- | ---- | ---- | ---- | ---- | - | - |
| 261                                          | 303  | 302  | 325  | 353  | 418  | 548  | - | - |
| Số liệu kể từ 1962 : dân số không tính trùng |      |      |      |      |      |      |   |   |